# 阿爾希皮夫卡 (謝苗諾夫卡區)
52°14′5″N 32°49′26″E / 52.23472°N 32.82389°E
阿爾希皮夫卡（烏克蘭語：Архипівка），是烏克蘭北部的村莊，隸屬切爾尼希夫州的諾夫霍羅德-錫韋爾斯基區。該村始建於1677年，面積1.02平方公里，海拔高度158米，2001年人口288，人口密度每平方公里282.35人。